# Meseta de Putorana
La meseta de Putorana o montañas Putorán (ruso, Плато Путорана) son un conjunto de montañas en el borde noroeste de la meseta Central Siberiana. La montaña más alta en la sierra es el monte Kamen que se alza 1700 m s. n. m. El asentamiento grande más cercano es la ciudad cerrada de Norilsk. La zona contiene algunos de los más grandes depósitos de níquel conocidos.

## Reserva natural

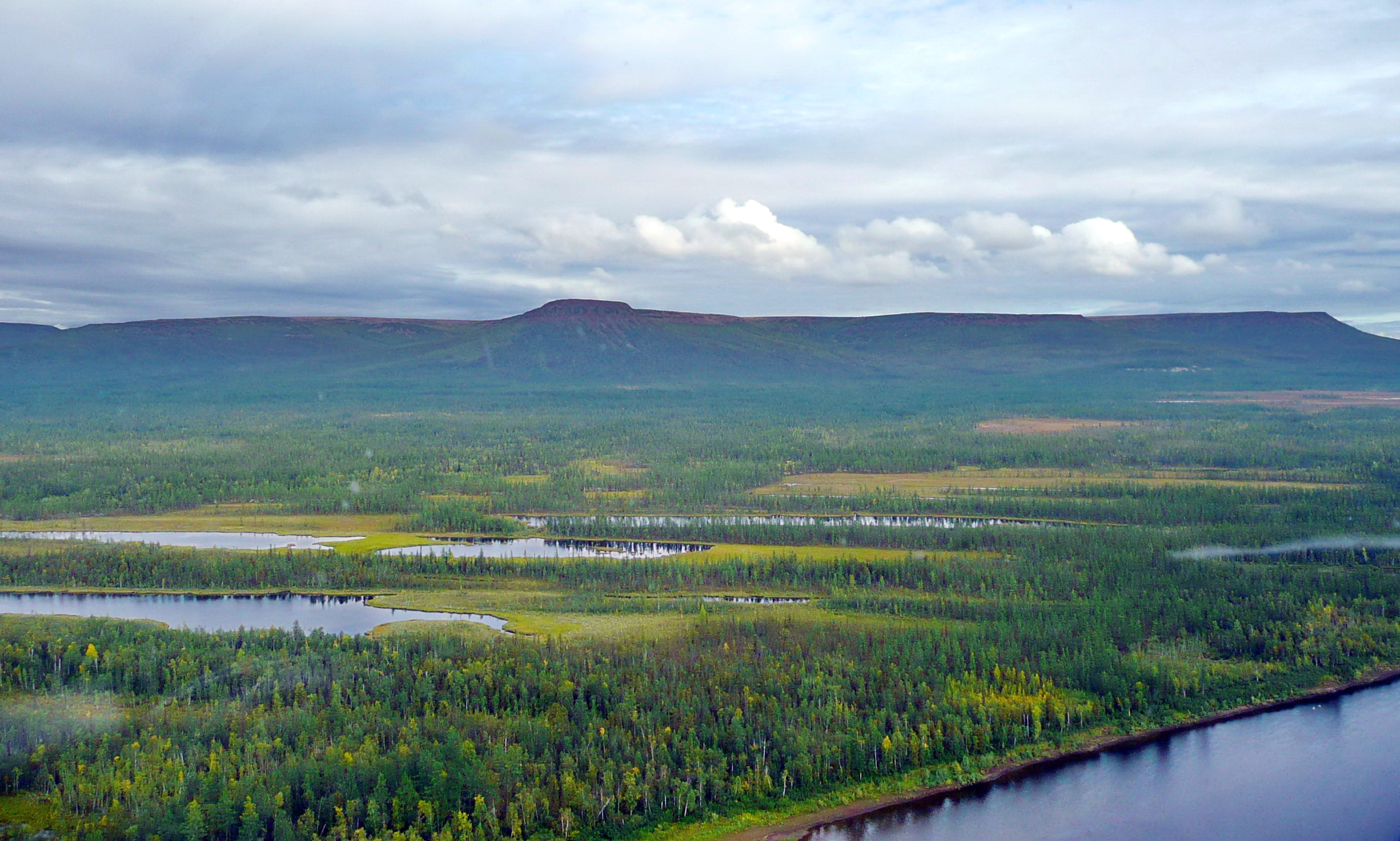
Meseta central siberiana.

La Reserva Natural de Putorana fue establecida en 1988 y es administrada desde Norilsk. Comprende una superficie de 1 773 300 hectáreas. Fue creada para proteger la mayor concentración de renos del mundo, así como al musmón.
En julio de 2010, fue declarada Patrimonio de la Humanidad por la Unesco, considerada un conjunto completo de ecosistemas árticos y subárticos en una cordillera aislada incluyendo taiga, tundra arbolada, tundra y desierto polar, así como un lago de agua fría inalterado y sistemas fluviales.